# Министерство иностранных дел Италии
Министерство иностранных дел Итальянской Республики (итал. Ministero degli Affari Esteri) — орган исполнительной власти Италии.

## История

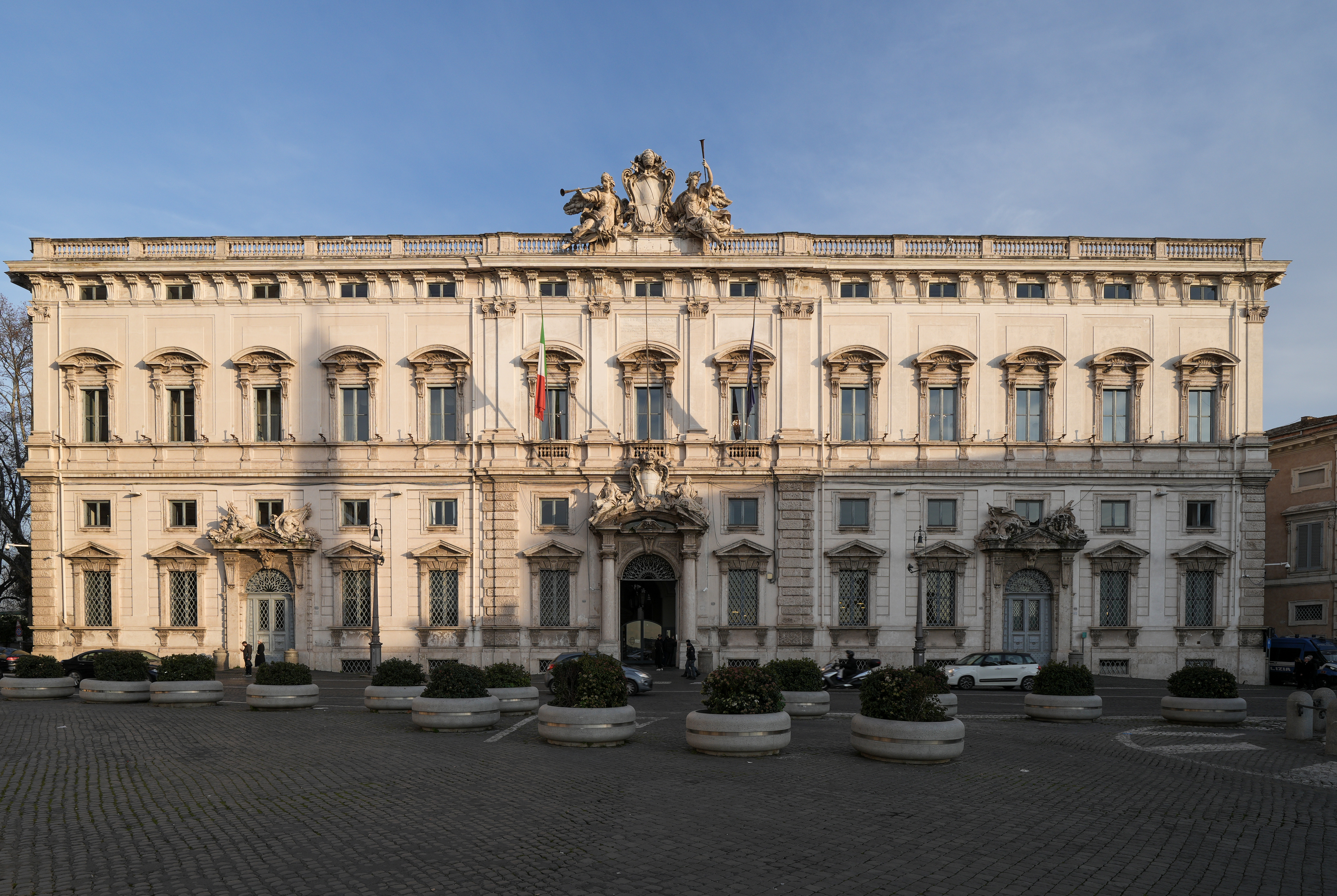
Дворец Консульта на Квиринале (1733-35) — первая резиденция МИД Италии

Ведомство иностранных дел было создано в Королевстве Сардиния и именовалось: Государственный секретариат по иностранным делам.
Современное название приобрело в результате принятия Статута 1848 года.
Первая резиденция во дворце Консульта в Риме (итал. Palazzo della Consulta). Там МИД Италии находился до 1922 года.
Карло Сфорца, работавший министром в 1920—1921 годах, провел первую крупную реформу министерства, реорганизовав его по территориальному принципу. Тогда же министерство было переведено во дворец Киджи (итал. Palazzo Chigi). В годы Второй мировой войны министерство некоторое время находилось в Бриндизи.
15 июля 1944 года министерские службы было реорганизованы по решению Пьетро Бадольо.
С 1959 года министерство находится во дворце Фарнезина (итал. Palazzo della Farnesina). Во дворце 1320 комнат. Первоначально здание было построено для других целей. В 50-е годы XX века дворец приспособлен для нужд МИД Италии.
Здание с фасадом 169 метров в длину и 51 метров в высоту, объем 720000 м³. Одно из самых крупных зданий Италии.

## Функции
Функции МИД регулируются Законом Италии от 23 апреля 2003 года № 109, это функции представительства и защиты интересов государства в международных отношениях, которые принадлежат государству в соответствии со статьёй 117 Конституции Италии, а именно, политические, экономические, социальные и культурные связи с зарубежными странами и отношения с другими государствами и международными организациями.
В связи с учреждениями ЕС МИД является выразителем позиция Италии при проведении общей внешней политики и политики безопасности, как это предусмотрено в Договоре о Европейском союзе, и во внешней экономической политике Европейского союза, Европейских сообществ и ЕВРАТОМа.
Сотрудничает с международными организациями в целях развития, миграции и защиты прав трудящихся и итальянцев за рубежом.
Оказывает содействие Председателю Совета Министров при осуществлении участия Италии в ЕС и осуществлении соответствующей политики.
Министр иностранных дел входит в состав Высшего совета обороны Италии.

## Структура
Согласно указу от 18 февраля 2001 года, состоит из 13 генеральных дирекций по направлениям:
1. страны Европы;
2. страны Северной Америки и Южной Америки;
3. Средиземноморье и Ближний Восток;
4. Африка;
5. Азия, Тихоокеанский регион, Океания и Антарктида;
6. Европейская интеграция;
7. права человека и многостороннее сотрудничество;
8. экономическое сотрудничество и финансирование;
9. культурное сотрудничество;
10. итальянцы на территории иностранных государств и миграционная политика;
11. сотрудничество по развитию;
12. международные организации;
13. бюджет и имущественные вопросы.

В структуре министерства находятся ряд служб и учреждений:
- Служба печати и информации
- Служба разрешения дипломатических споров и переводов
- Служба истории, архивов и документации
- Служба информации, коммуникации, шифрования
- Дипломатический институт
- Генеральный секретариат
- Служба дипломатического протокола Республики
- Генеральная инспекция МИД

В систему МИД входят:
- дипломатические представительства Италии в иностранных государствах
- консульские учреждения Италии
- Итальянские институты культуры в иностранных государствах